# Das Geisterschiff der schwimmenden Leichen
Das Geisterschiff der schwimmenden Leichen (Originaltitel El buque maldito; span. für ‚Das verfluchte Schiff‘) ist ein spanischer Horrorfilm des Regisseurs Amando de Ossorio, der auch das Drehbuch schrieb. Der Film ist der dritte Teil einer vierteiligen Horrorfilmreihe, die zwischen 1971 und 1975 entstand und von einem verbannten Orden der Tempelritter handelt, der sich blutgierig Luzifers Kult verschrieb und Menschenblut für sein Fortleben benötigt.

## Handlung
Fotomodell Noemi macht sich Sorgen um ihre Kollegin und Mitbewohnerin Katja (im Original Kathy genannt). Diese wurde seit Tagen nicht gesehen und hat keine Nachricht hinterlassen. Sie spricht die Modefotografin Lillian an, für die sie beide arbeiten. Diese meint, dass es sich wohl um eine Liebesgeschichte handelt und Katja bald wieder auftaucht. Als Noemi hartnäckig bleibt, gesteht ihr Lillian, dass sie weiß, wo Katja ist: Noemie soll später zum Hafen kommen, dort wird sie es erfahren.
Im Hafen wird sie zum Bootskonstrukteur und Unternehmer Howard Tucker gebracht, von dem sie erfährt, wo sich ihre Freundin befindet: Im Rahmen einer PR-Werbeaktion wurden Katja und ein weiteres Fotomodell namens Lorena leichtbekleidet in seinem hochseetüchtigen Motorboot in der Nähe von Grönland auf der vielbefahrenen Nordatlantikroute ausgesetzt. Er hofft, dass seine neueste Erfindung mitsamt den Modellen medienwirksam von einem Linienschiff „gerettet“ werden kann, um die Aufmerksamkeit auf das unverwüstliche Boot und seine zurückgelegte Strecke zu lenken.
Doch die Frauen melden über Funk eine dichte Nebelbank und kollidieren mit einem vermoderten Segelschiff aus dem 16. Jahrhundert. Ihre Position können sie nicht mehr bestimmen und der Funkverkehr bricht ab. Da Wasser im Boot ist, befürchten sie, dass es ein Leck hat, und begeben sich an Bord des mysteriösen, augenscheinlich unbemannten Geisterschiffes.
Tucker, der nicht nur Unternehmer ist, sondern auch politische Ambitionen besitzt, befürchtet schlechte PR und will die beiden Frauen deshalb schnellstmöglich möglich finden und in Sicherheit bringen. Da Lillian mit Einschaltung der Polizei droht, wird sie eingesperrt. Nach einem missglückten Fluchtversuch wird sie von Tuckers Handlanger Sergio vergewaltigt.
Die Suche mit dem Helikopter bleibt erfolglos. Nachforschungen ergeben, dass in dem Gebiet, wo das Motorboot sich befinden müsste, in der letzten Zeit keine Nebelbanken aufgetreten sind. Professor Grüber, den Tucker und Lillian zurate ziehen, vermutet, dass die Vermissten betrunken sein könnten oder sich einen Spaß erlauben. Als er allerdings von einem alten Schiff hört, wird er ernst und berichtet, dass es in dem Gebiet schon länger Berichte über ein Geisterschiff gibt. Man weiß über dieses nichts, da niemand eine Begegnung mit diesem überlebt hat; man konnte nur die letzten Funksprüche auswerten. Da auch Kriegsschiffe das Boot nicht aufspüren konnten, vermutet er, dass sich das Geisterschiff nur kleinen Schiffen zeigt.
Tucker und Lillian sind nicht davon überzeugt und wundern sich, dass ein Wissenschaftler solche übernatürlichen Phänomene für möglich hält. Dennoch wollen sie sich mit Sergio und Noemi dorthin begeben. Grüber packt das Abenteuerfieber und er schließt sich ihnen an. Auf dem Weg dorthin sprechen Tucker und Lillian heimlich darüber, dass es möglich wäre, die übrigen Teilnehmer nach Erfolg der Expedition verschwinden zu lassen, um die ganze Sache zu vertuschen, nachdem außer ihnen niemand von der PR-Aktion weiß.
Die Expedition findet einen dunklen Nebel auf See, in den sie sich begeben. Dort finden sie das Geisterschiff und das Motorboot. Da sie eine Leine an Deck führen sehen, gehen sie davon aus, dass die Frauen auf das Schiff gegangen sind, und betreten dieses. Sie finden Katjas Tasche, ansonsten aber keinen Hinweis auf den Verbleib der beiden Frauen. Grüber findet das Logbuch des Schiffs und findet heraus, dass das Schiff mehrere Särge mit toten Tempelrittern enthält, die vor Jahrhunderten exkommuniziert und wegen Teufelsverehrung lebendig verbrannt wurden. Grüber geht davon aus, dass das Schiff nicht echt ist und sie nicht mehr in ihrer Welt, sondern einer anderen Dimension gelandet sind. Die untoten Templer kommen aus ihren Särgen und töten, unbemerkt von den Anderen, Noemi - wie sie schon zuvor die beiden vermissten Modelle ermordet haben. Als die Untoten erneut erscheinen, drängt Grüber sie mit einem brennenden Kreuz zurück in ihre Särge.
Unter Deck entdeckt die Gruppe einen Raum, in dem Juwelen aus dem Orient lagern und ein satanischer Totenkopf mit Widderhörnern hängt. In seiner Gier entwendet Sergio eine Kiste mit Kostbarkeiten. Die Gruppe versenkt in den Morgenstunden sämtliche Särge mit den schlafenden Untoten im Meer. Grüber erhofft sich dadurch, dass der Bann, welcher über dem Schiff liegt, gebrochen wird und sie in ihre Welt zurückkehren können. Dies scheint geklappt zu haben, da sie hinter dem Nebel eine Küste erkennen. Sie beschließen, mit einem Holzbalken ans Ufer zu schwimmen. Da der Balken nur Platz für drei bietet, bleibt Grüber zurück, die anderen sollen Hilfe holen. Als sie aufgebrochen sind, fängt das Schiff zu brennen an und Grüber stirbt.
Sergio hat die kleine Kiste mit den Kostbarkeiten mitgenommen und verwahrt sie in seiner Umhängetasche. Deren Gewicht droht ihn nach unten zu ziehen, allerdings will er sich nicht vom gewonnenen Reichtum trennen. Damit gefährdet er auch die beiden anderen. Es kommt zu einem Handgemenge, Lillian ersticht Sergio in Notwehr und kann sich und Tucker retten.
Sie erreichen das rettende Ufer und sinken erschöpft zu Boden. Sie bemerken nicht, dass die versenkten Tempelritter aus ihren Särgen gelangt sind und ebenfalls am Ufer aus dem Wasser auftauchen. Als sie die Untoten bemerken, sind sie bereits eingekreist.

## Entstehung und Veröffentlichung
Amando de Ossorio hob die untoten Kreaturen durch markante Zeitlupenszenen hervor.
Der Film existiert in verschiedenen Fassungen mit folgender Lauflänge: 86 min. (neue geänderte Fassung) oder 86 min. (Langfassung des Originals) oder 85 min. (deutsche Uncut-Version).
In der Bundesrepublik Deutschland wurde die ungeschnittene Fassung des Films wegen seines „gewaltverherrlichenden Charakters“ durch die Bundesprüfstelle für jugendgefährdende Medien als jugendgefährdend eingestuft (Indizierung) und nach einem Gerichtsbeschluss des AG München 443 Gs 8/87 465 b Js 173061/86 beschlagnahmt bzw. eingezogen. Daraufhin zog der damalige Verleiher VPS alle im Umlauf befindlichen ungeschnittenen VHS-Filme auf Aufforderung der deutschen Behörden ein, um diese gegen eine gekürztere Fassung auszutauschen. Dennoch wurde auch die gekürzte Fassung während dieser zeitintensiven Umtauschaktion beschlagnahmt.
Die gekürzten DVD-Versionen sind von der Indizierung nicht betroffen.

## Kritiken
Das Lexikon des internationalen Films schrieb, der Film sei ein „schwerfällig inszenierter, plumper Horrorfilm in Abwandlung des Vampir-Motivs.“ Ferner sei er „eine Fortsetzung jener wenig ansehnlichen Serie, die 1971 mit ‚Die Nacht der reitenden Leichen‘ begann.“
Carlos Aguilar meinte 2004 im Band Horrorfilm der Reclam-Reihe Filmgenres, dass der dritte Teil – im Gegensatz zum für ihn schlechten zweiten Teil – „streckenweise atmosphärisch sehr dicht“ sei und sich der Legende vom Fliegenden Holländer bediene. Während er Jack Taylor als Genreschauspieler lobt, hält er Maria Perschy hingegen aber für nichtig eingesetzt.